# 圣女贞德街 (贝鲁特)
圣女贞德街（Rue Jeanne d'Arc）是黎巴嫩贝鲁特的一条街道，以法国的主保圣人圣女贞德命名。到1919年，圣女贞德街是从Bliss 街辐射的主要动脉之一，到1930年，这条街的城市化已经达到了35％。极乐街。
圣女贞德街为南北走向，开始于Bliss 街，与著名的哈姆拉街相交，结束于侯赛因街。这条街以许多1970年代的酒店，如 Casa d'Or，以及许多鲜花店而著称。